# Gabinete de cocina

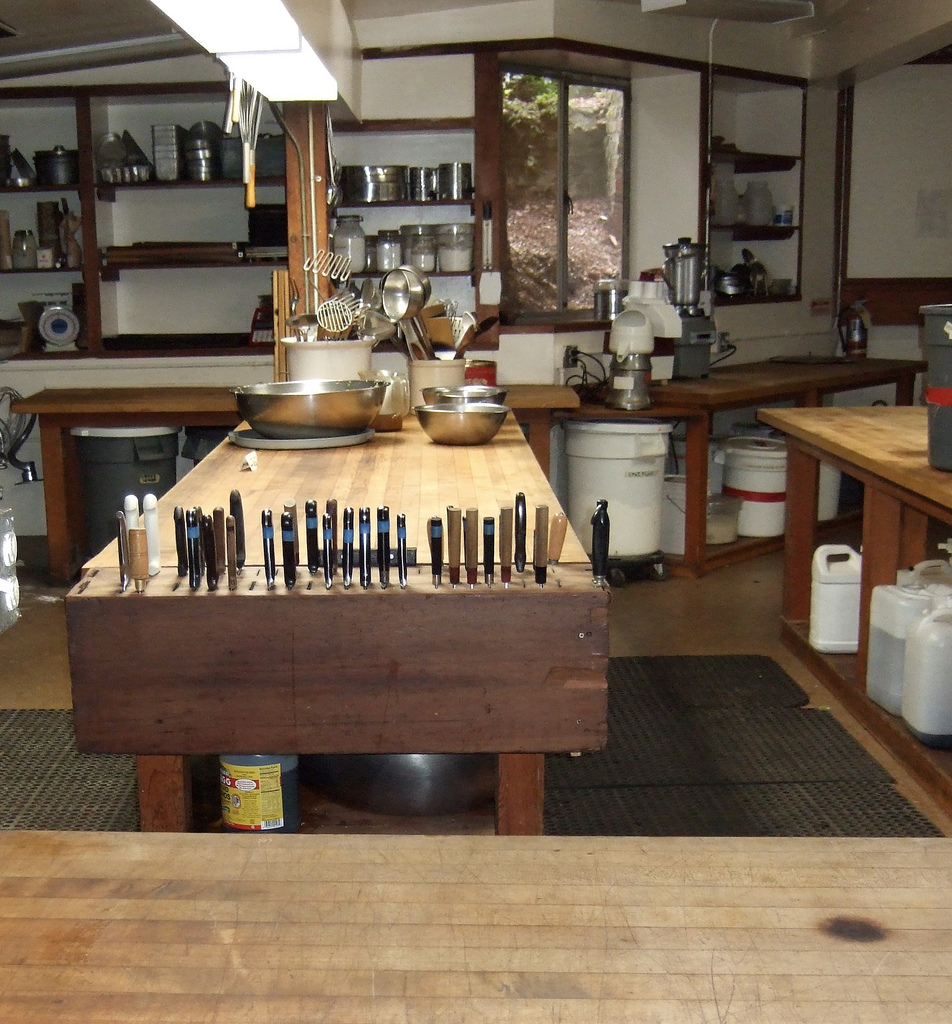
Armarios de cocina en una casa de campo.

Los gabinetes de cocina son los muebles empotrados que se instalan en muchas cocinas para guardar alimentos, equipos de cocina y, a menudo, cubiertos y platos para el servicio de mesa. Los electrodomésticos como refrigeradores, lavavajillas y hornos a menudo se integran en los gabinetes de la cocina. Actualmente, existen muchas opciones disponibles de gabinetes.

## Historia

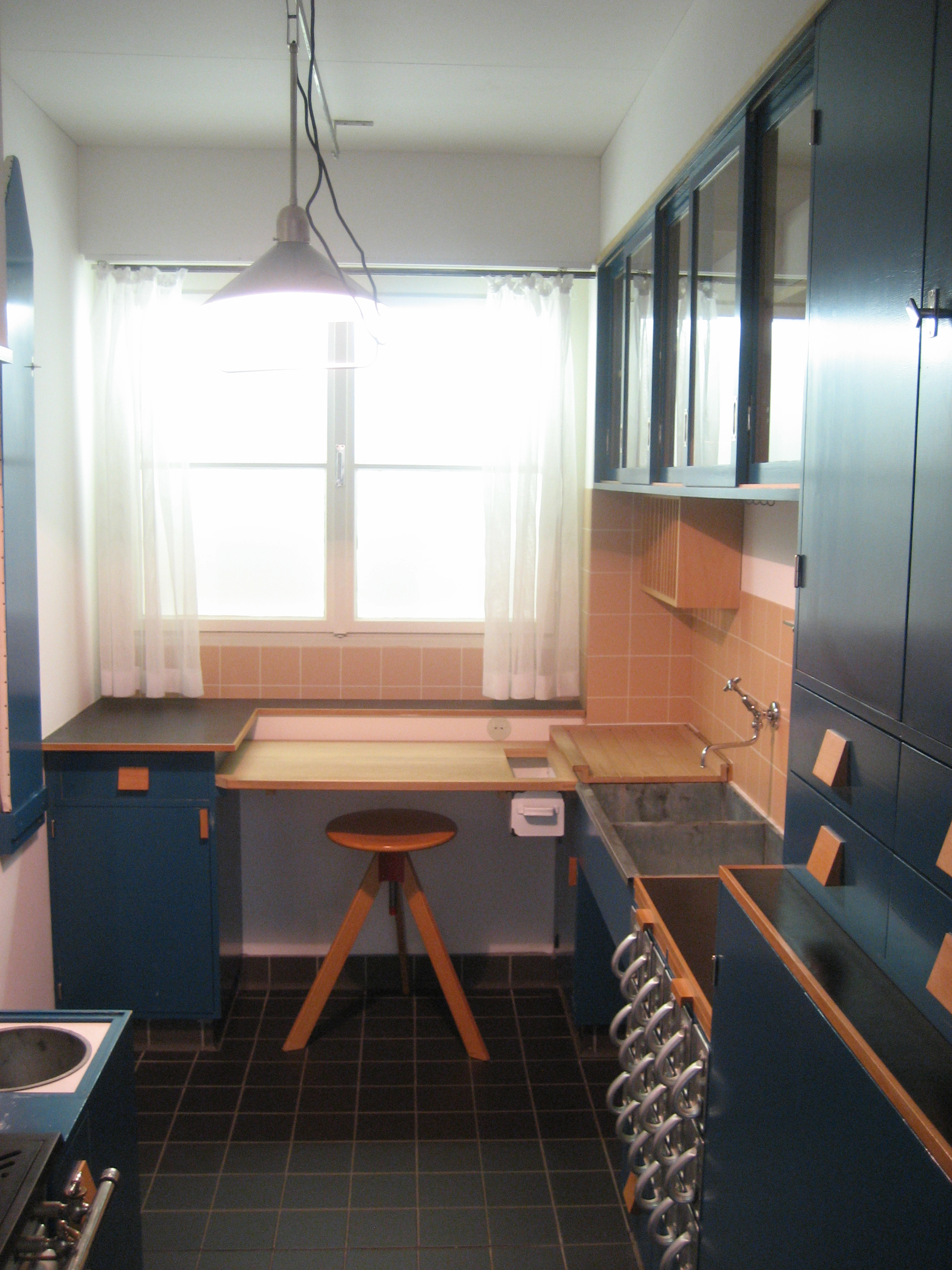
La cocina de Frankfurt de 1926

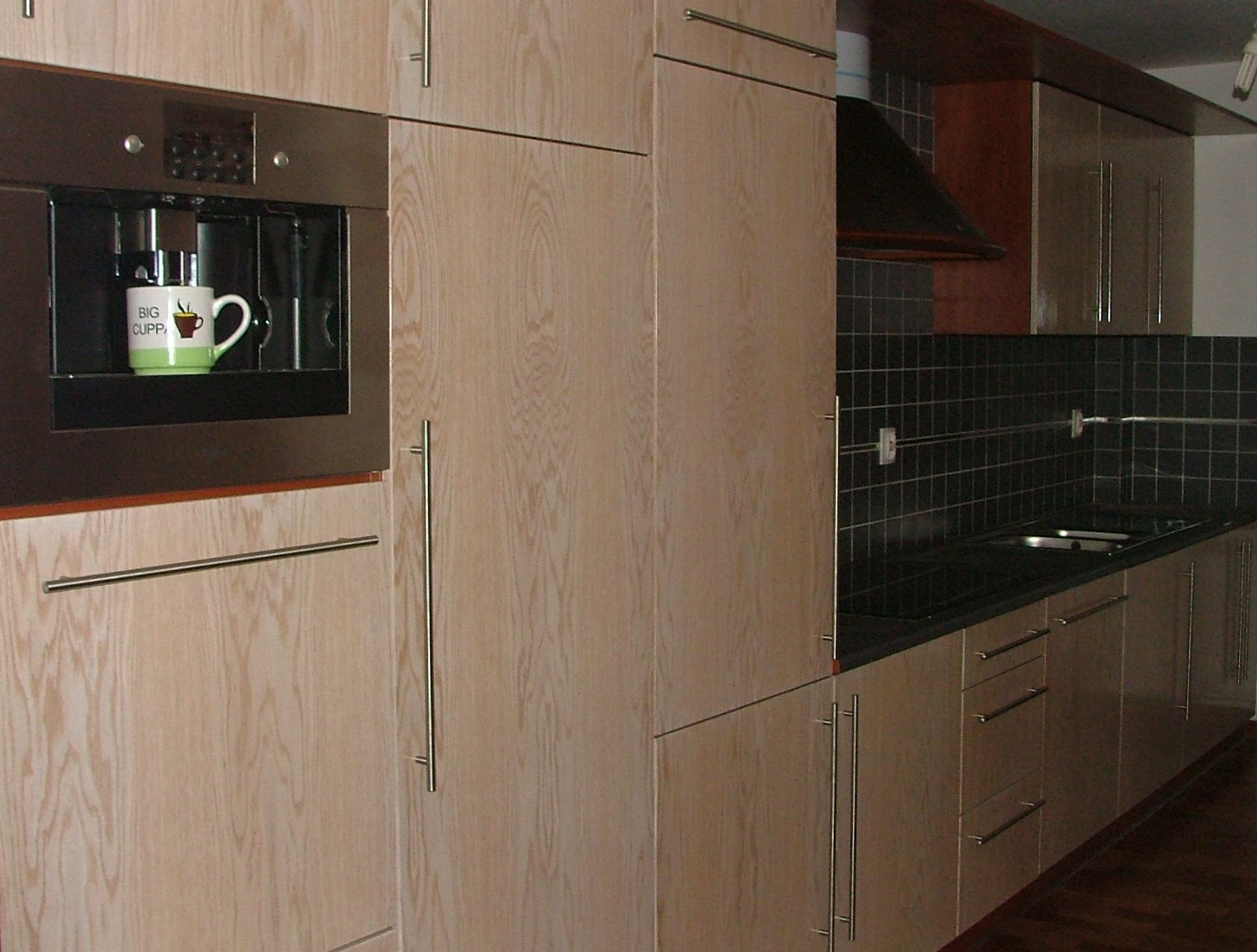
Una pared con gabinete y un mostrador con lavabo y placa para salpicaduras.

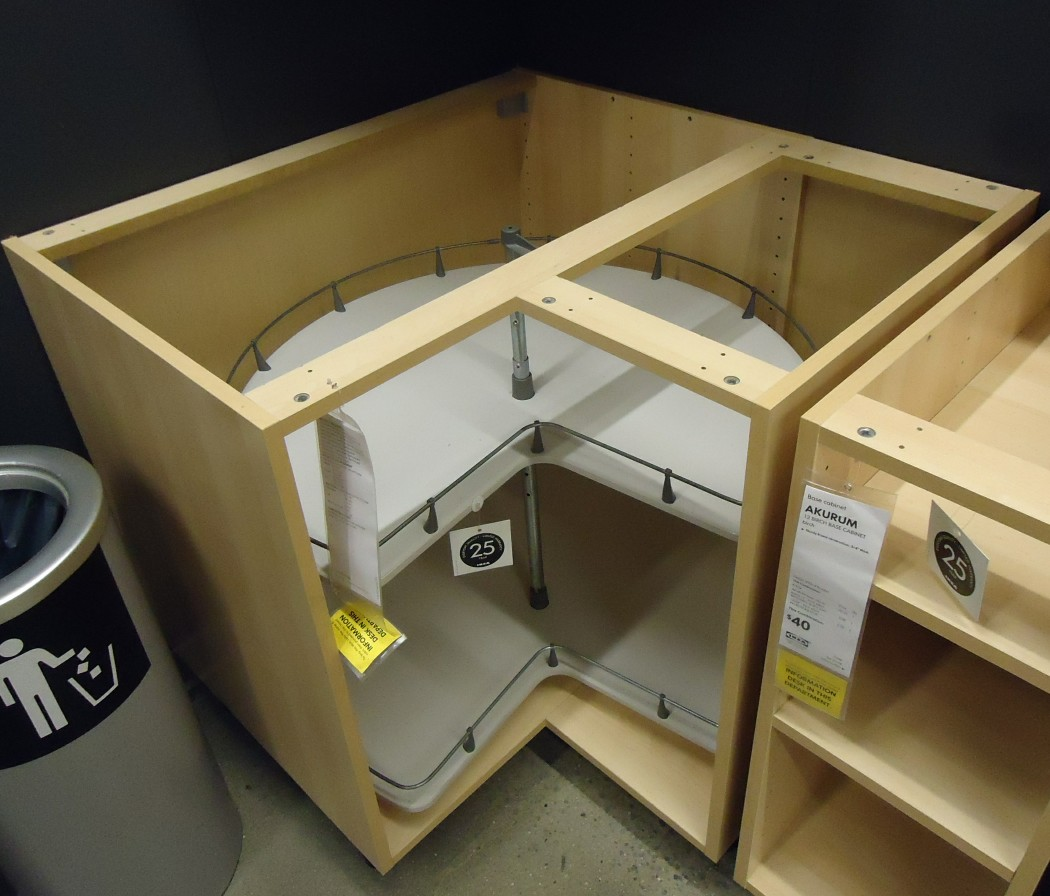
Mueble esquinero con plato giratorio para facilitar el acceso.

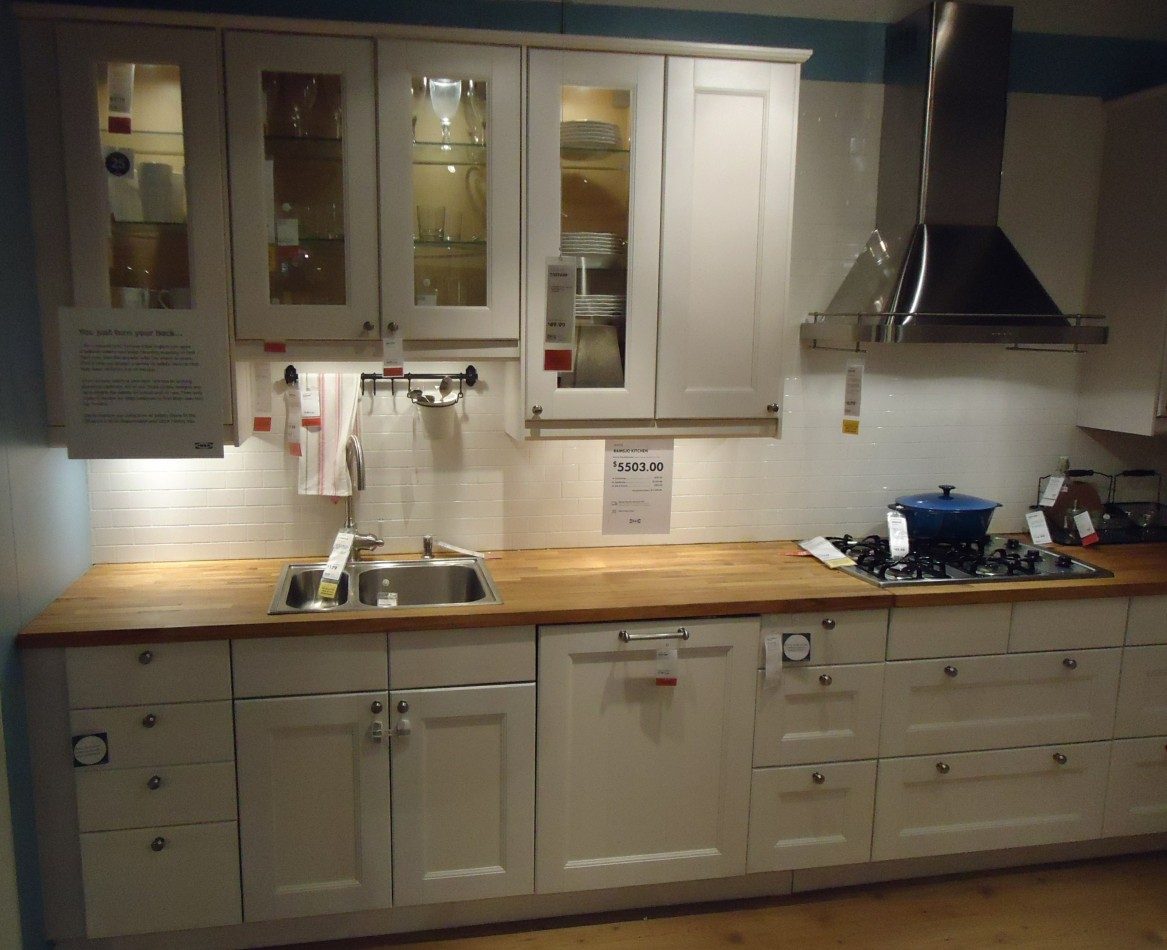
Una opción de diseño es integrar gabinetes de cocina con electrodomésticos y otras superficies para lograr una apariencia uniforme.

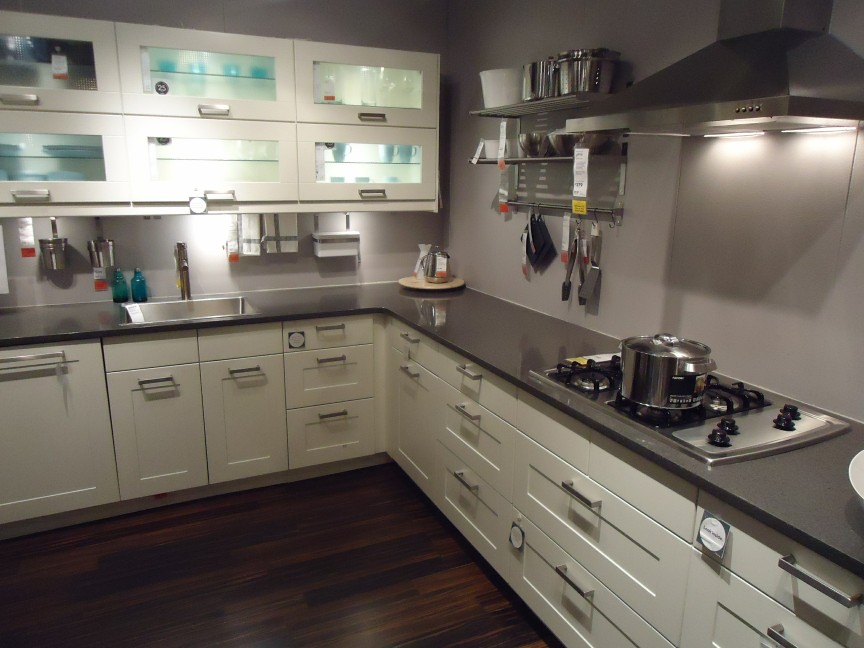
Una tendencia es tener más gabinetes tanto debajo como encima de la encimera.

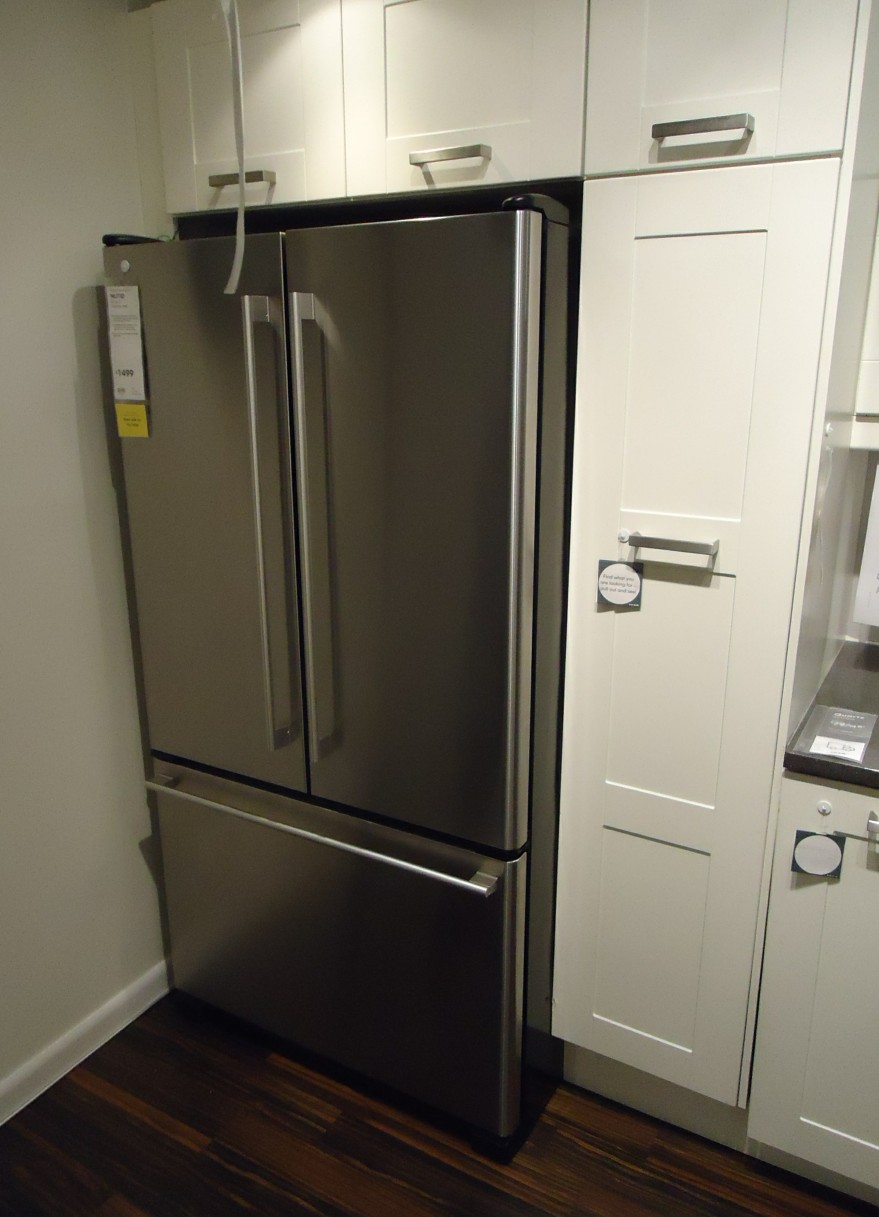
Los gabinetes pueden envolver electrodomésticos como el refrigerador.

Como se usa comúnmente hoy en día, el término gabinete de cocina denota la instalación de una cocina empotrada usando gabinetes ya sea de piso o de pared. Por lo general, los gabinetes de varios pisos están cubiertos por un solo mostrador, y los pisos y las paredes no son accesibles por detrás y por debajo de los gabinetes. Los armarios de cocina en sí se inventaron en el siglo XX. Un precursor, no incorporado, fue el gabinete Hoosier de la década de 1910, de una sola pieza de mobiliario que incorporaba superficies de acopio y de trabajo, de las cuales se vendieron más de 2 millones en 1920.
- Diseño de gabinete anterior a la Primera Guerra Mundial. Las cocinas típicas antes de la Primera Guerra Mundial usaban mesas de trabajo independientes y una despensa para guardar productos en seco. A veces se usaban armarios en las cocinas, aunque en las casas más grandes los platos se guardaban por lo general en el comedor o en la despensa del mayordomo. Los alimentos perecederos como la leche, la carne y las verduras se compraban diariamente.
- Era industrial posterior a la Primera Guerra Mundial. El creciente interés en la eficiencia del hogar llevó a los pioneros estudios de movimiento de las labores domésticas en la década de 1920 por parte de la psicóloga industrial Lillian Moller Gilbreth . Las mejoras posteriores en el diseño de la cocina sentaron las bases para los gabinetes empotrados familiares de la actualidad. En ese momento, las superficies de trabajo solían estar hechas de linóleo o acero inoxidable . Las mejoras en la tecnología eventualmente hicieron posible la producción de gabinetes a escala industrial.
- Diseño de gabinete posterior a la Segunda Guerra Mundial. En los EE. UU ., las encimeras de laminados de alta presión como Formica se hicieron populares. Los laminados llevaron a la adopción del diseño de cocinas de superficie plana sin costuras que es común hoy en día, aunque los laminados propiamente dichos comenzaron a ser reemplazados por materiales de superficie sólida, como piedra y cuarzo. En Europa, los armarios empotrados también fueron pioneros en la década de 1920. Con materiales mejorados, el estilo de gabinete sin marco, notable por su minimalismo arquitectónico que recuerda el diseño Bauhaus, surgió en el diseño de cocinas europeas y pronto fue adoptado en todo el mundo.
- Tendencias de diseño de gabinetes posmodernos. Otros elementos del diseño de la cocina afectan la elección de los gabinetes. Por ejemplo, las cocinas posmodernas tienden a caracterizarse por pisos de madera, tonos tierra y paredes desnudas en lugar de papel tapiz que, a su vez, afecta las opciones de gabinetes. Varias tendencias incluyen la introducción de opciones más costosas, medidas para economizar espacio, una mayor cantidad de hornos, encimeras más gruesas [ 2-3 pulgadas (5,1-7,6 cm) ], gabinetes bajos más altos, acabados pulidos, electrodomésticos de mostrador más altos, iluminación debajo del mostrador, y más altos [por ejemplo, 9 pies (2,7 m) ] techos. Si bien estas son tendencias generales de diseño de cocinas, también han influido en los gabinetes.
- Cocinas hoy . El diseño moderno de cocinas ha mejorado en parte como resultado de la investigación ergonómica . La funcionalidad es importante; un estudio de investigación tenía "científicos antropológicos" que observaban a los propietarios de viviendas "interactuar" con los gabinetes de su cocina. Las cocinas son más grandes y tienen más gabinetes; algunas cocinas pueden tener hasta cincuenta cajones y puertas de gabinetes. Las nuevas características de hoy incluyen cajones profundos para utensilios de cocina, estantes extraíbles para evitar la flexión excesiva, bandejas para esponjas en la parte delantera de los gabinetes del fregadero, contenedores extraíbles para basura/reciclaje, gabinetes extraíbles para especias, tablas giratorias en gabinetes de esquina, depósito vertical para galletas sábanas, correderas de cajón de extensión completa y cajones y puertas con los llamados mecanismos de cierre suave/cierre positivo que permiten que los cajones se cierren silenciosamente, o que se cierran completamente después de empujarlos solo parcialmente. A medida que las existencias de viviendas envejecen, muchos propietarios enfrentan problemas con gabinetes de cocina antiguos visualmente poco atractivos; en tales situaciones, existe la opción de comprar gabinetes nuevos, reparar los existentes o quitar y restaurar los gabinetes existentes (menos costosos si lo hace el propietario).[4] En 2009, se puso más énfasis en los gabinetes diseñados teniendo en cuenta los factores ambientales. Los llamados "gabinetes verdes" se estaban volviendo más populares.[5] A medida que los hogares en los países occidentales se hacían más herméticos para disminuir costos de calefacción y refrigeración, la calidad del aire a veces se ha visto afectada por los gases que se liberan de las resinas a medida que se curan. Las resinas, materiales orgánicos que se convierten de líquido a sólido, se utilizan para fabricar madera de ingeniería (p. ej., tableros de partículas) que se utilizan con frecuencia para construir carcasas de armarios de cocina y que pueden ser un factor.[5] Según un informe reciente:

Teniendo en cuenta que los canadienses y estadounidenses pasan una gran parte de sus vidas en interiores, está claro por qué el diseño de gabinetes es un tema clave para la realización de espacios saludables. Además, la calidad del aire no es un problema aislado; más bien, todos los demás componentes de la casa pueden afectar la calidad del aire. La calidad del aire puede verse comprometida por la liberación de gases de gabinetes, encimeras, pisos, revestimientos de paredes o telas; por los subproductos de la cocción que se liberan al aire y por el moho causado por el exceso de humedad o la mala ventilación.

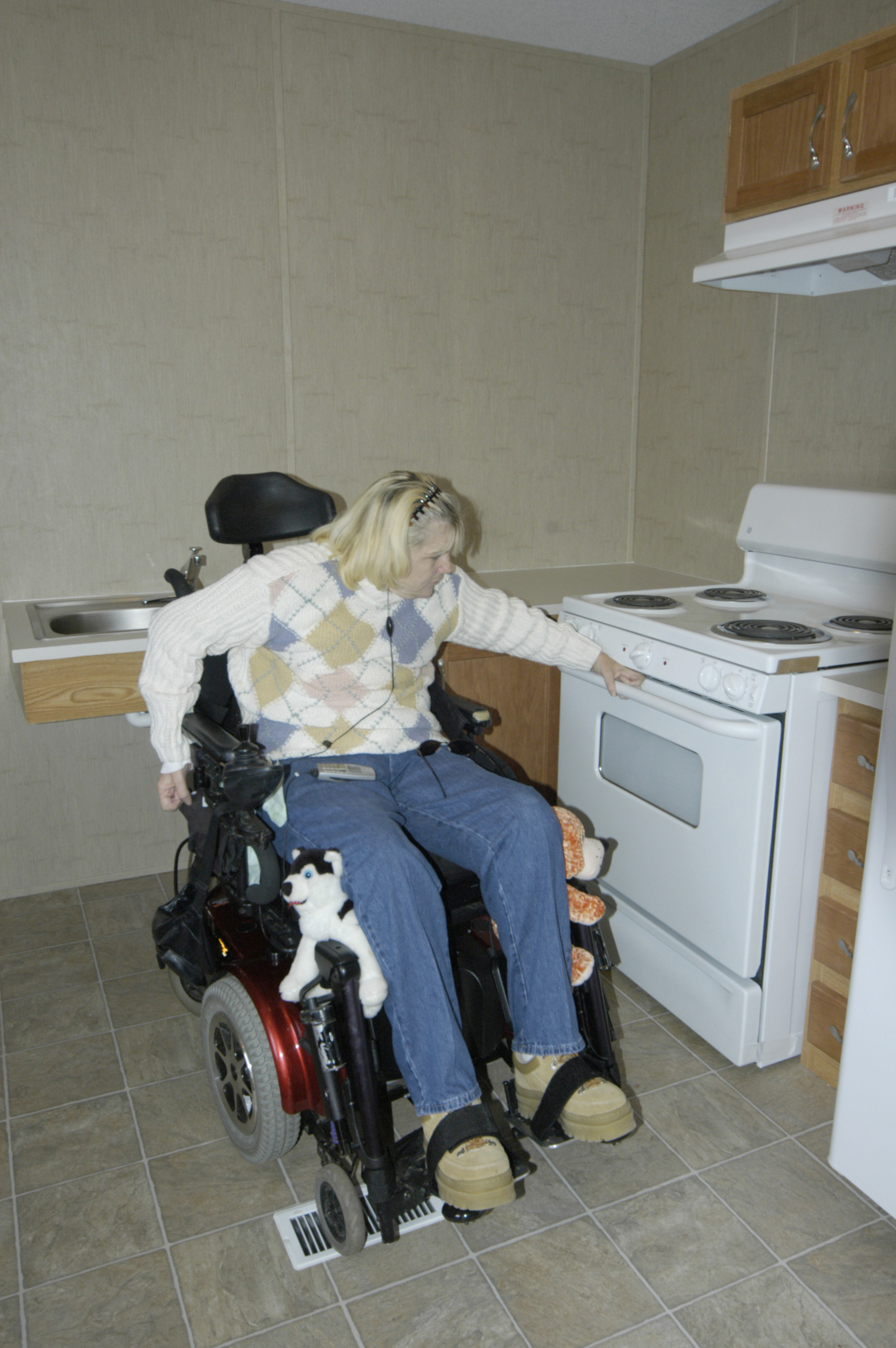
Un usuario de silla de ruedas inspecciona la funcionalidad de una cocina de diseño universal

- Diseño universal Algunos diseñadores han comenzado a construir casas y gabinetes para atender las necesidades de los usuarios a lo largo del ciclo de vida humana y entre todas las capacidades de los usuarios, bajo un concepto denominado diseño universal. En los Estados Unidos se requiere un diseño universal para viviendas financiadas con fondos federales, según la Ley de Estadounidenses con Discapacidades de 1990 . Las características del diseño universal incluyen manijas fáciles de manipular, interruptores bajos y muchas otras innovaciones.

## Opciones de madera para gabinetes
Los gabinetes consisten en cajones de madera de seis lados o "carcasas" cerradas en cinco lados con una puerta o cajones en el sexto.
- Caras del gabinete . La madera sólida sigue siendo una opción popular para la construcción de muchas de las piezas de los gabinetes, incluidas las bases, los marcos y las puertas. Sin embargo, la mayoría de los gabinetes comerciales tienen los lados, la parte posterior y la parte inferior de madera contrachapada o tableros de partículas. Los gabinetes de madera maciza de estilo tradicional suelen ser más caros y muchos consumidores optan por gabinetes que incorporan muchos componentes de tableros de partículas o madera contrachapada para reducir costos.[6] El precio de las puertas de gabinetes de madera maciza depende de la especie de madera utilizada. Por ejemplo, la teca es más cara que el cerezo, que es más caro que el arce, que es más caro que el roble. Del mismo modo, la madera maciza es más cara que la madera contrachapada que, a su vez, es más cara que los tableros de partículas o productos laminados similares.

- Cuerpo del gabinete . El armazón del gabinete generalmente está hecho de madera contrachapada o tableros de partículas de alta calidad, especialmente para secciones planas que no necesitan forma, como estantes, costados de gabinetes o los fondos de los cajones. El grosor típico de la madera contrachapada en estas aplicaciones varía de 3/8 plg (1 cm) a3/4 plg (1,9 cm) [con1/4 plg (0,6 cm) usado a menudo para fondos de cajones]. La rigidez y la resistencia son factores importantes, ya que se espera que los gabinetes conserven su forma con el tiempo y eviten doblarse o combarse mientras continúan soportando una carga pesada. Las mejores opciones para la resistencia son la madera contrachapada y los tableros de partículas de mayor calidad; también tienen la ventaja de ser menos susceptibles a deformarse por la humedad. La rigidez aumenta rápidamente con el grosor del estante; independientemente de la elección del material, un 3/4 de pulgada (19,1 mm)  el estante es 73% más rígido que un 5/8 de pulgada (15,9 mm)  estante, a pesar de que es sólo un 20% más grueso. Los estantes fabricados con algunas formulaciones de tableros de partículas, especialmente cuando no están reforzados, pueden combarse o deformarse. La resistencia y rigidez del tablero de partículas varía según la formulación y está determinada por la resina utilizada. Las carcasas de madera contrachapada generalmente se ensamblan con tornillos y clavos, mientras que las carcasas de tableros de partículas no sujetan tornillos o clavos tan bien, por lo tanto, generalmente se tienen que unir con pegamento, juntas ranuradas o sujetadores mecánicos, como conjuntos de levas confirmadas. Por lo general, los gabinetes con armazón de madera contrachapada son más caros que los gabinetes con armazón de tableros de partículas.
- Los marcos y las puertas de los gabinetes pueden estar hechos de madera maciza (generalmente una especie de madera dura ), tableros de fibra de densidad media (MDF), tableros de partículas, madera contrachapada o una combinación, y pueden incluir laminación o un revestimiento superficial sobre estos materiales centrales. Un panel flotante en una puerta puede ser de madera dura : madera contrachapada enchapada capturada dentro de un marco de madera maciza o MDF. La madera maciza y el MDF se pueden moldear, por ejemplo, para redondear o modelar los bordes de puertas, frentes de cajones o marcos frontales. El tablero de partículas, una vez fabricado, no puede moldearse adecuadamente. La madera contrachapada no se puede moldear sin revelar su núcleo de chapa, que a menudo se considera antiestético, aunque la madera contrachapada para muebles en forma de borde con capas delgadas [aprox.1/16 de pulgada (1,6 mm)  ] se considera atractivo para usos limitados. El MDF, una vez moldeado, se puede recubrir conforme con chapas flexibles como termoláminas o se puede pintar. También se puede cubrir con chapa de madera o laminado de alta presión, pero solo si el perfil del borde es cuadrado. Hoy en día, muchas puertas de gabinetes y la parte frontal de los cajones utilizan un núcleo de MDF. Las puertas y la parte frontal de los cajones también pueden fabricarse con tableros de partículas revestidos con laminado de alta presión. La madera natural ofrece una sutil combinación de color, grano, patrón de poros, absorción variable y suavidad del acabado, y variación con el ángulo de visión y las condiciones de iluminación. La apariencia de la madera natural solo se puede lograr con componentes de madera maciza (siempre que los bordes tengan forma) o posiblemente chapa (donde no la tengan); como ya se ha señalado anteriormente, los dos enfoques se pueden combinar en un solo gabinete. Se han ideado varios acabados transparentes que revelan las vetas, como goma maque, maque, barniz o poliuretano . Un acabado integrado puede utilizar opcionalmente diversos pigmentos, tintes, blanqueadores, esmaltes o rellenos para madera que pueden resaltar los colorantes contrastantes. Los acabados se pueden aplicar con brocha o rociador y pueden constar de muchas capas aplicadas por separado. En consecuencia, los acabados formulados por diferentes fabricantes, en general, no coinciden exactamente. Envejecer los gabinetes de madera es otra aplicación de acabado y, a menudo, se realiza junto con esmaltes, tintes, pinturas o tintes. Este proceso consiste en agregar imperfecciones fabricadas a las puertas de los gabinetes para darles a los gabinetes de madera una apariencia rústica del Viejo Mundo envejecida y envejecida. Las técnicas comunes incluyen la creación de agujeros de gusano, raspado, abolladuras y abolladuras y lijado a través de la madera y las capas de acabado de manera desigual.
- Compensación: madera maciza frente a tableros de partículas. La madera maciza y el contrachapado son duraderos y fuertes, pero son más costosos y ofrecen menos estabilidad dimensional en la fabricación que los tableros de partículas. Para gabinetes y acabados de superficies que pueden sufrir daños durante un uso prolongado, la capacidad de servicio es una consideración. En caso de daños, la madera maciza puede ser reparada por un restaurador de muebles calificado, que no sea el fabricante, para lograr una combinación perfecta con el acabado circundante. Los componentes de tableros de partículas y MDF chapados, si están dañados, deben ser reemplazados por el fabricante. Si el agua llega al núcleo, los tableros de partículas especialmente se hincharán de manera irreversible (por lo tanto, nunca se usan en aplicaciones de revestimiento doméstico, donde en su lugar se usan tableros OSB de virutas orientadas). Las tolerancias para el uso de sujetadores de tornillos en tableros de partículas son más estrictas que para madera maciza o madera contrachapada, y los tornillos a menudo se aflojan con el tiempo si se aprietan demasiado. Sin embargo, MDF y tableros de partículas son buenas opciones donde los gabinetes están bien construidos y bien cuidados, por lo que la vida útil se proyecta como intermedia, por ejemplo, donde la cocina se remodelará aproximadamente cada 15 años, o donde se puede confiar en el fabricante. para suministrar componentes de reemplazo si es necesario.

## Construcción de gabinetes

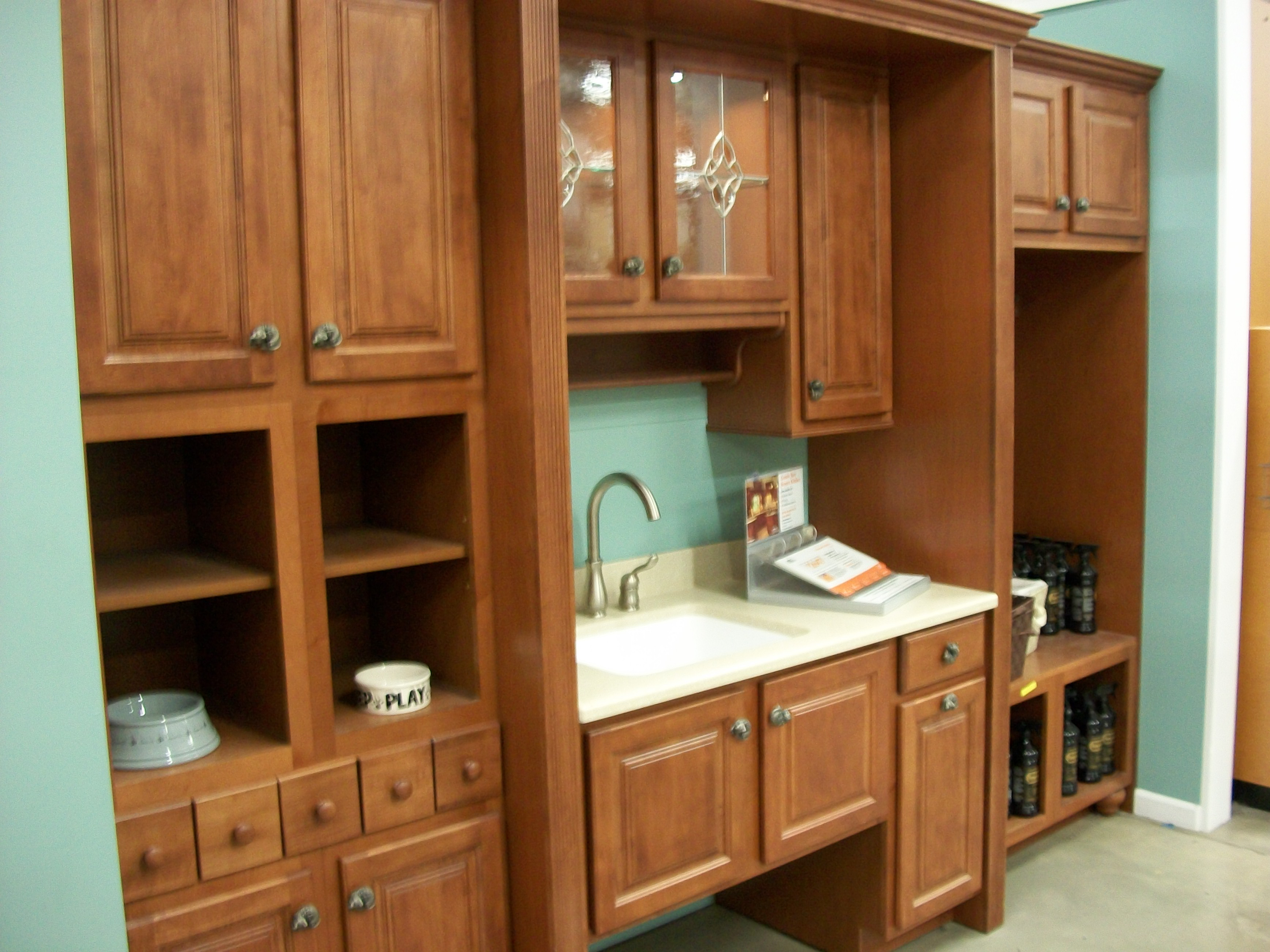
La mayoría de los gabinetes de cocina cuentan con partes superiores e inferiores a juego y están disponibles en diferentes estilos.

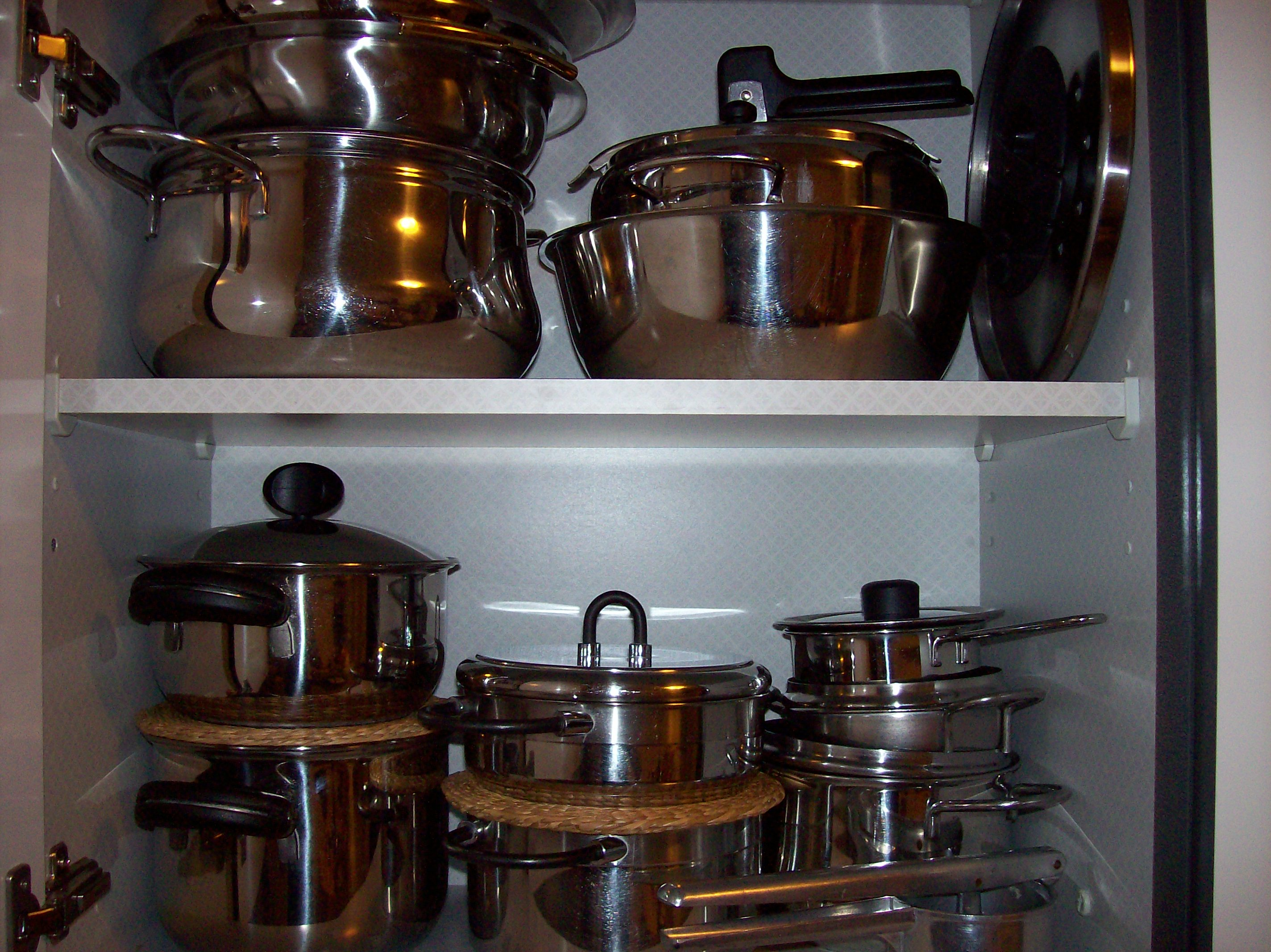
La mayoría de los gabinetes de cocina tienen orificios para clavijas a ambos lados del gabinete que permiten ajustar la altura de los estantes.

### Carcasa de un gabinete
Los gabinetes pueden ser de marco frontal o sin marco en la construcción. Cada opción ofrece características específicas y desventajas.
En Europa, existe una dimensión estándar denominada DIN, en donde la altura de una unidad base es de 720 mm + 150 mm para el zócalo inferior y 40 mm para el grosor de la encimera, proporcionando una altura de superficie de trabajo de 910 mm con un área de 600 mm x 600 mm. Esta área horizontal de "60 cm cuadrados" (o sus múltiplos) acomoda muchos aparatos eléctricos estándar de pie.
- Gabinetes con marco frontal. Los gabinetes tradicionales se construyen con marcos frontales que generalmente consisten en tiras estrechas de madera dura que enmarcan la abertura de la caja del gabinete. Las carcasas de los gabinetes se construían tradicionalmente con un marco frontal separado hasta la introducción de madera de ingeniería moderna, como tableros de partículas y tableros de fibra de densidad media, junto con pegamentos, bisagras y sujetadores necesarios para unirlos. Un marco frontal asegura la cuadratura del frente del gabinete. También aumenta la rigidez y proporciona un punto de montaje para las bisagras. Los gabinetes de marco frontal mantienen su popularidad en los EE. UU. Una distinción importante entre los gabinetes de marco frontal modernos (fabricados) y los tradicionales hechos a medida se relaciona con la selección por catálogo de los componentes del gabinete que implica la producción en masa. Los gabinetes de marco frontal personalizados originales acomodaron múltiples secciones (cavidades) en una sola carcasa. Pero los gabinetes de marco frontal estándar (o semi-personalizados) se construyen individualmente y se unen durante la instalación. Como resultado, los gabinetes modernos con marco frontal difieren en que tienen materiales de montantes significativamente más anchos (doble ancho) en general después de la instalación. Los montantes anchos pueden interferir con el acceso al interior del gabinete. Cuando los armarios bajos normalmente se dejaban en estantes, esto no era un gran inconveniente. Sin embargo, dado que los gabinetes bajos están cada vez más equipados con bandejas y cajones (usando hardware moderno), el ancho adicional de los montantes da como resultado un acceso significativamente menor al espacio de la cavidad del gabinete. Este inconveniente no se aplica a los gabinetes con marco frontal personalizados.

- Costumbre. Los gabinetes con marco frontal personalizados ofrecen un uso más eficiente del espacio porque se pueden evitar los montantes de doble ancho (ver arriba). También aportan una flexibilidad mucho mayor en cuanto a materiales y diseño, ya que se pueden diseñar y fabricar muebles de cocina en altura, ancho y fondo según las especificaciones del usuario. Todos los aspectos de los gabinetes a la medida se pueden hacer según las especificaciones, lo que los convierte en la opción más deseable y costosa en la mayoría de las instalaciones de cocinas.

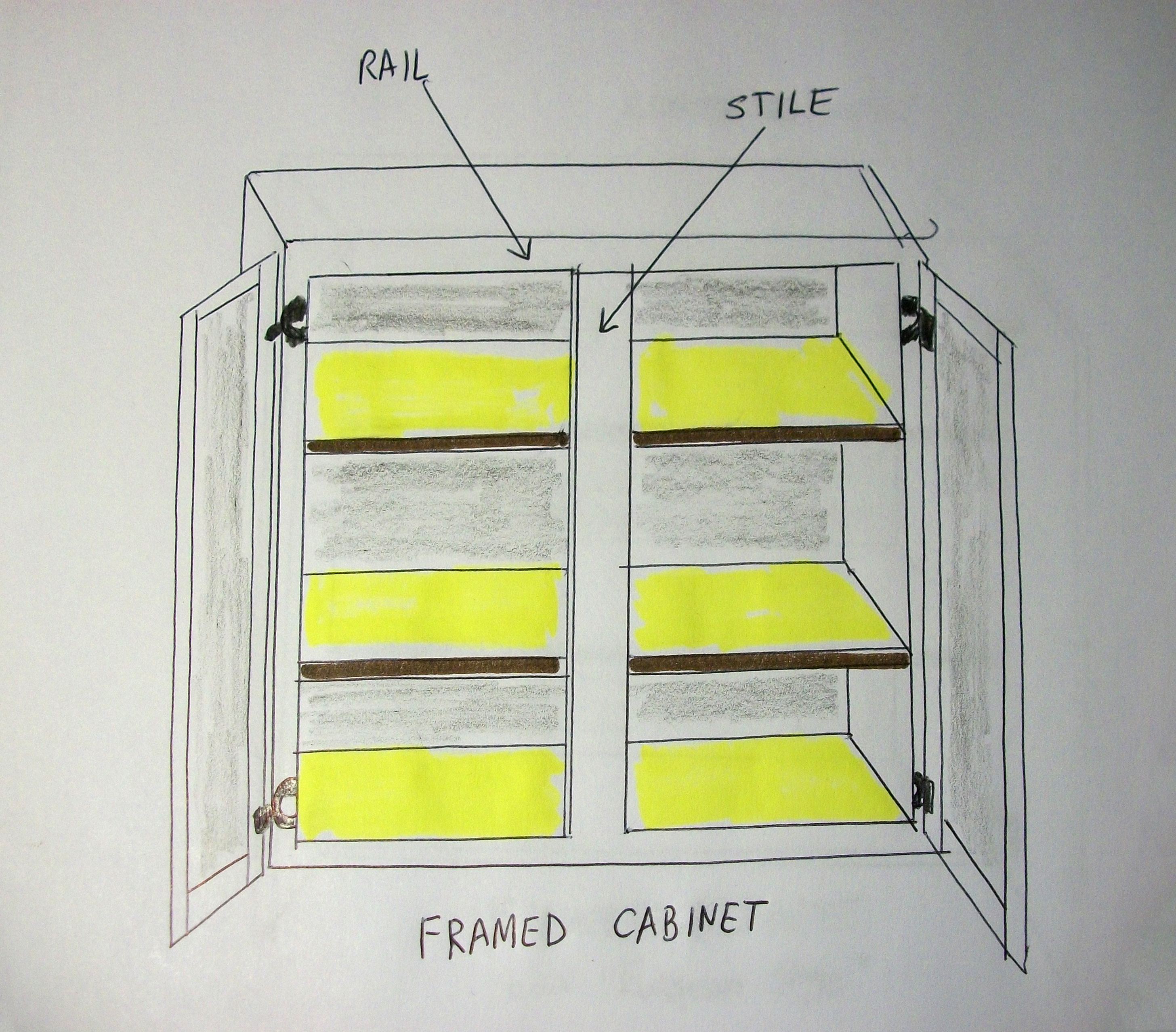
Los gabinetes enmarcados tienen un montante central. Las bisagras están montadas en el gabinete exterior.

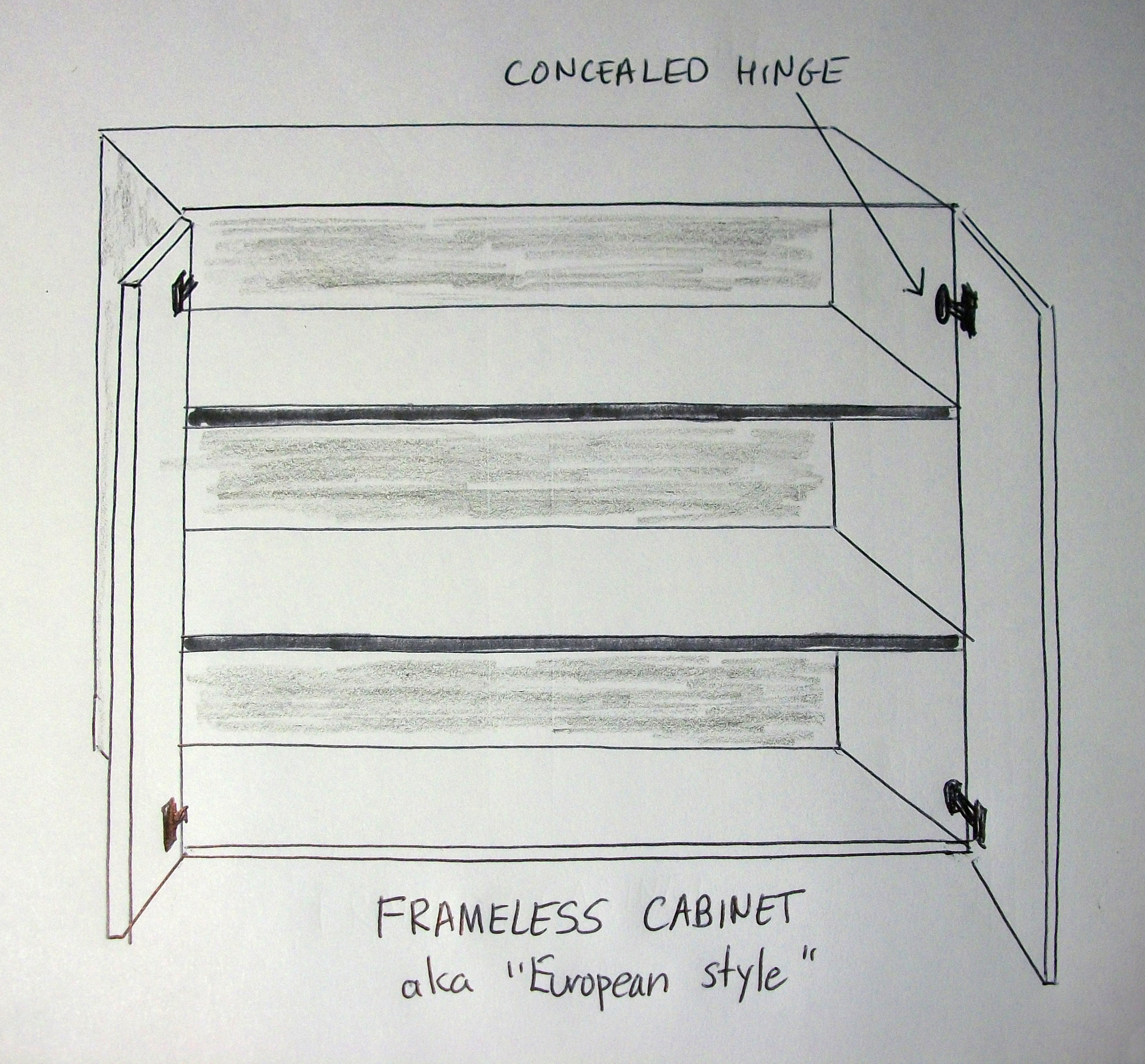
Los gabinetes sin marco, también conocidos como "estilo europeo", carecen de un montante central y, por lo general, tienen bisagras ocultas montadas en cada pared interior.

- Gabinetes sin marco (acceso total) . Los gabinetes sin marco (también conocidos como "acceso completo") utilizan los paneles laterales, superior e inferior de la carcasa para cumplir las mismas funciones que los marcos frontales en los gabinetes tradicionales. En general, los gabinetes sin marco brindan una mejor utilización del espacio que los gabinetes con marco frontal.

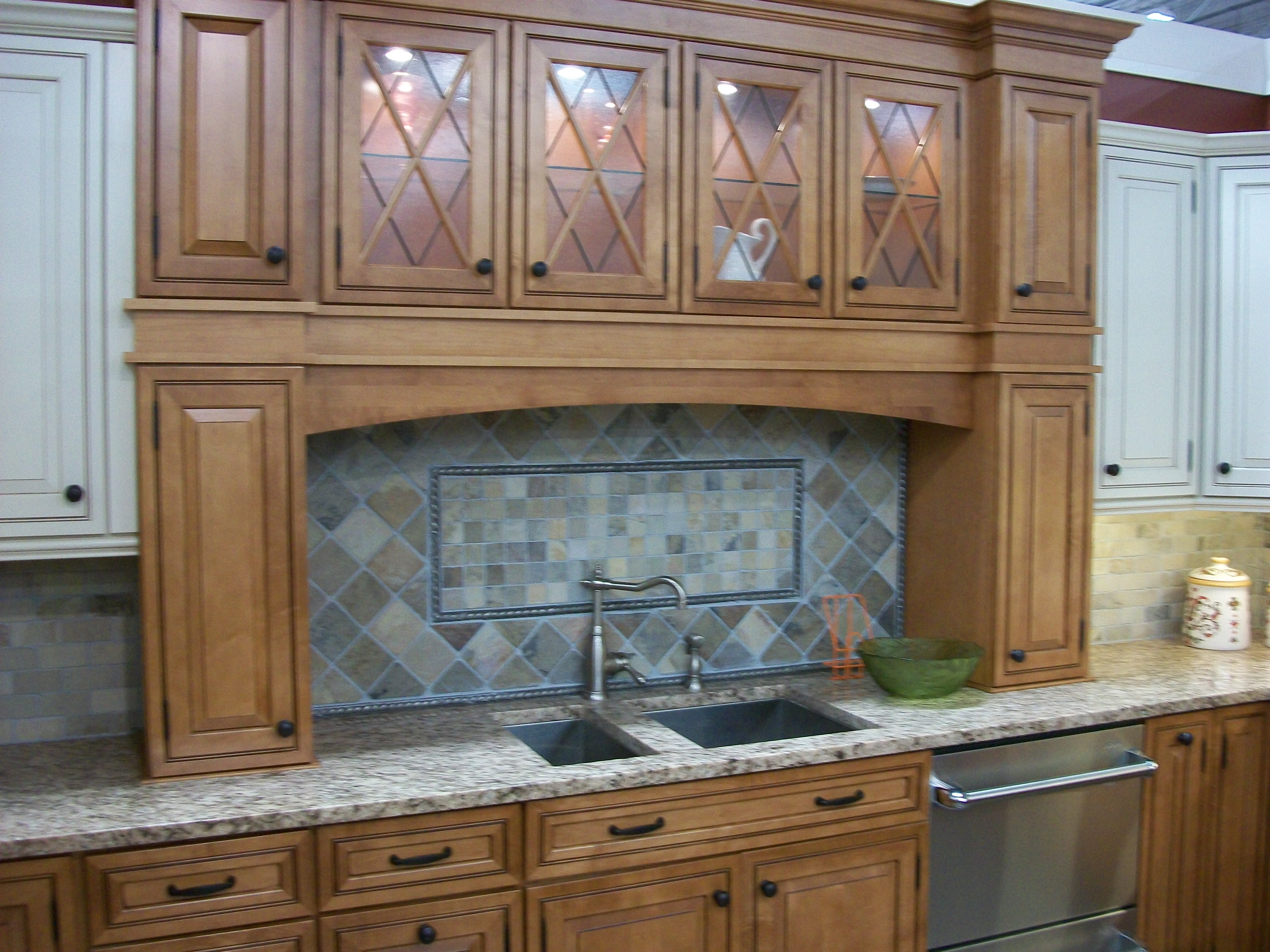
Una vitrina de cocina en una tienda en 2009 en Nueva Jersey.